# Torneo de Auckland
El Torneo de Auckland (denominado comercialmente ASB Classic) es un torneo oficial de tenis masculino correspondiente al calendario de la ATP que se juega en Auckland, Nueva Zelanda. Pertenece al circuito ATP 250 y se juega sobre canchas duras al aire libre en la segunda semana del calendario, sirviendo como preparación para el Abierto de Australia que se desarrolla sobre la tercera y cuarta semana del calendario. Es el tercer torneo ATP del año.

## Historia
Cuando en 1920 se buscaba un lugar fijo donde ubicar un torneo tenis en Auckland, el único lugar disponible fue la Stanley Street. Los clubes locales juntaron la entonces enorme suma de 1800 libras para preparar el lugar y construir las pistas. Durante los siguientes 30 años el ASB Bank Tennis Centre en Stanley Street fue el escenario de duros partidos locales. Ya en 1956 Auckland albergó su primer torneo internacional de tenis, que se sigue celebrando anualmente hasta el día de hoy. El torneo se jugó sobre césped en las ediciones de 1969, 1970, 1974, 1975 y 1977.
Desde que se iniciara la Era Abierta el jugador más laureado de este torneo es el español David Ferrer, con 4 títulos conseguidos entre 2007 y 2013. 

## Palmarés

### Individual masculino
| Año        | Campeón                                  | Subcampeón                               | Resultado                                |
| ---------- | ---------------------------------------- | ---------------------------------------- | ---------------------------------------- |
| 1969       | Tony Roche                               | Rod Laver                                | 6-1, 6-4, 4-6, 6-3                       |
| 1970       | Eliot Teltscher                          | Onny Parun                               | 6-3, 7-5, 6-1                            |
| 1971       | Bob Carmichael                           | Allan Stone                              | 7-6, 7-6, 6-3                            |
| 1972       | Ray Ruffels                              | John Alexander                           | 6-4, 6-4, 7-6                            |
| 1973       | Onny Parun                               | Patrick Proisy                           | 4-6, 6-7, 6-2, 6-0, 7-6                  |
| 1974       | Björn Borg                               | Onny Parun                               | 6-4, 6-4, 3-6, 6-2                       |
| 1975       | Onny Parun                               | Brian Fairlie                            | 4-6, 6-4, 6-4, 6-7, 6-4                  |
| 1976       | Onny Parun                               | Brian Fairlie                            | 6-2, 6-3, 4-6, 6-3                       |
| 1977       | Vijay Amritraj                           | Tim Wilkison                             | 7-6, 5-7, 6-1, 6-2                       |
| 1978       | Eliot Teltscher                          | Onny Parun                               | 6-3, 7-5, 6-1                            |
| 1979       | Tim Wilkison                             | Peter Feigl                              | 6-3, 4-6, 6-4, 2-6, 6-2                  |
| 1980       | John Sadri                               | Tim Wilkison                             | 6-4, 3-6, 6-3, 6-4                       |
| 1981       | Bill Scanlon                             | Tim Wilkison                             | 6-7, 6-3, 3-6, 7-6, 6-0                  |
| 1982       | Tim Wilkison                             | Russell Simpson                          | 6-4, 6-4, 6-4                            |
| 1983       | John Alexander                           | Russell Simpson                          | 6-4, 6-3, 6-3                            |
| 1984       | Danny Saltz                              | Chip Hooper                              | 4-6, 6-3, 6-4, 6-4                       |
| 1985       | Chris Lewis                              | Wally Masur                              | 7-5, 6-0, 2-6, 6-4                       |
| 1986       | Mark Woodforde                           | Bud Schultz                              | 6-4, 6-3, 3-6, 6-4                       |
| 1987       | Miloslav Mečíř                           | Michiel Schapers                         | 6-2, 6-3, 6-4                            |
| 1988       | Amos Mansdorf                            | Ramesh Krishnan                          | 6-3, 6-4                                 |
| 1989       | Ramesh Krishnan                          | Amos Mansdorf                            | 6-4, 6-0                                 |
| 1990       | Scott Davis                              | Andréi Chesnokov                         | 4-6, 6-3, 6-3                            |
| 1991       | Karel Nováček                            | Jean-Philippe Fleurian                   | 7-6(5), 7-6(4)                           |
| 1992       | Jaime Yzaga                              | MaliVai Washington                       | 7-6(6), 6-4                              |
| 1993       | Alexander Volkov                         | MaliVai Washington                       | 7-6(2), 6-4                              |
| 1994       | Magnus Gustafsson                        | Patrick McEnroe                          | 6-4, 6-0                                 |
| 1995       | Thomas Enqvist                           | Chuck Adams                              | 6-2, 6-1                                 |
| 1996       | Jiří Novák                               | Brett Steven                             | 6-4, 6-4                                 |
| 1997       | Jonas Björkman                           | Kenneth Carlsen                          | 7-6, 6-0                                 |
| 1998       | Marcelo Ríos                             | Richard Fromberg                         | 4-6, 6-4, 7-6(3)                         |
| 1999       | Sjeng Schalken                           | Tommy Haas                               | 6-4, 6-4                                 |
| 2000       | Magnus Norman                            | Michael Chang                            | 3-6, 6-3, 7-5                            |
| 2001       | Dominik Hrbatý                           | Francisco Clavet                         | 6-4, 2-6, 6-3                            |
| 2002       | Greg Rusedski                            | Jérôme Golmard                           | 6-7, 6-4, 7-5                            |
| 2003       | Gustavo Kuerten                          | Dominik Hrbatý                           | 6-3, 7-5                                 |
| 2004       | Dominik Hrbatý                           | Rafael Nadal                             | 4-6, 6-2, 7-5                            |
| 2005       | Fernando González                        | Olivier Rochus                           | 6-4, 6-2                                 |
| 2006       | Jarkko Nieminen                          | Mario Ančić                              | 6-2, 6-2                                 |
| 2007       | David Ferrer                             | Tommy Robredo                            | 6-4, 6-2                                 |
| 2008       | Philipp Kohlschreiber                    | Juan Carlos Ferrero                      | 7-6(4), 7-5                              |
| 2009       | Juan Martín del Potro                    | Sam Querrey                              | 6-4, 6-4                                 |
| 2010       | John Isner                               | Arnaud Clément                           | 6-3, 5-7, 7-6(2)                         |
| 2011       | David Ferrer                             | David Nalbandian                         | 6-3, 6-2                                 |
| 2012       | David Ferrer                             | Olivier Rochus                           | 6-3, 6-4                                 |
| 2013       | David Ferrer                             | Philipp Kohlschreiber                    | 7-6(5), 6-1                              |
| 2014       | John Isner                               | Yen-Hsun Lu                              | 7-6(4), 7-6(7)                           |
| 2015       | Jiří Veselý                              | Adrian Mannarino                         | 6-3, 6-2                                 |
| 2016       | Roberto Bautista                         | Jack Sock                                | 6-1, 1-0, ret.                           |
| 2017       | Jack Sock                                | João Sousa                               | 6-3, 5-7, 6-3                            |
| 2018       | Roberto Bautista                         | Juan Martín del Potro                    | 6-1, 4-6, 7-5                            |
| 2019       | Tennys Sandgren                          | Cameron Norrie                           | 6-4, 6-2                                 |
| 2020       | Ugo Humbert                              | Benoît Paire                             | 7-6(2), 3-6, 7-6(5)                      |
| 2021- 2022 | No disputado por la pandemia de COVID-19 | No disputado por la pandemia de COVID-19 | No disputado por la pandemia de COVID-19 |
| 2023       | Richard Gasquet                          | Cameron Norrie                           | 4-6, 6-4, 6-4                            |
| 2024       | Alejandro Tabilo                         | Taro Daniel                              | 6-2, 7-5                                 |
| 2025       | Gaël Monfils                             | Zizou Bergs                              | 6-3, 6-4                                 |

### Dobles masculino
| Año        | Campeones                                | Subcampeones                             | Resultado                                |
| ---------- | ---------------------------------------- | ---------------------------------------- | ---------------------------------------- |
| 1969       | Raymond Moore Roger Taylor               | Mal Anderson Tomas Lejus                 | 13-15, 6-3, 8-6, 8-6                     |
| 1970       | Dick Crealy Ray Ruffels                  |                                          |                                          |
| 1971       | Bob Carmichael Ray Ruffels               | Brian Fairlie Raymond Moore              | 6-3, 6-7, 6-4, 4-6, 6-3                  |
| 1972       | Bob Carmichael Ray Ruffels               |                                          |                                          |
| 1973       | Brian Fairlie Allan Stone                |                                          |                                          |
| 1974       | Syd Ball Bob Giltinan                    | Ray Ruffels Allan Stone                  | 6-1, 6-4                                 |
| 1975       | Bob Carmichael Ray Ruffels               | Brian Fairlie Onny Parun                 | 7-6, ret.                                |
| 1976       | No completado                            | No completado                            | No completado                            |
| 1977       | Chris Lewis Russell Simpson              | Peter Langsford Jonathan Smith           | 7-6, 6-4                                 |
| 1978       | Chris Lewis Russell Simpson              | Rod Frawley Karl Meiler                  | 6–1, 7–6                                 |
| 1979       | Bernard Mitton Kim Warwick               | Andrew Jarrett Jonathan Smith            | 6-3, 2-6, 6-3                            |
| 1980       | Peter Feigl Rod Frawley                  | John Sadri Tim Wilkison                  | 6-2, 7-5                                 |
| 1981       | Ferdi Taygan Tim Wilkison                | Tony Graham Bill Scanlon                 | 7-5, 6-1                                 |
| 1982       | Andrew Jarrett Jonathan Smith            | Larry Stefanki Robert Van't Hof          | 7-5, 7-6                                 |
| 1983       | Chris Lewis Russell Simpson              | David Graham Laurie Warder               | 7-6, 6-3                                 |
| 1984       | Brian Levine John Van Nostrand           | Brad Drewett Chip Hooper                 | 7-5, 6-2                                 |
| 1985       | John Fitzgerald Chris Lewis              | Broderick Dyke Wally Masur               | 7-6, 6-2                                 |
| 1986       | Broderick Dyke Wally Masur               | Karl Richter Rick Rudeen                 | 6-3, 6-4                                 |
| 1987       | Kelly Jones Brad Pearce                  | Carl Limberger Mark Woodforde            | 7-6, 7-6                                 |
| 1988       | Marty Davis Tim Pawsat                   | Sammy Giammalva Jr. Jim Grabb            | 6-3, 3-6, 6-4                            |
| 1989       | Steve Guy Shuzo Matsuoka                 | John Letts Bruce Man-Son-Hing            | 7-6, 7-6                                 |
| 1990       | Kelly Jones Robert Van't Hof             | Gilad Bloom Paul Haarhuis                | 7-6, 6-0                                 |
| 1991       | Sergio Casal Emilio Sánchez              | Grant Connell Glenn Michibata            | 6-4, 3-6, 6-4                            |
| 1992       | Wayne Ferreira Jim Grabb                 | Grant Connell Glenn Michibata            | 6-4, 6-3                                 |
| 1993       | Grant Connell Patrick Galbraith          | Alex Antonitsch Alexander Volkov         | 6-3, 7-6                                 |
| 1994       | Patrick McEnroe Jared Palmer             | Grant Connell Patrick Galbraith          | 6-2, 4-6, 6-4                            |
| 1995       | Grant Connell Patrick Galbraith          | Luis Lobo Javier Sánchez                 | 6-4, 6-3                                 |
| 1996       | Marcos Ondruska Jack Waite               | Jonas Björkman Brett Steven              | ret.                                     |
| 1997       | Ellis Ferreira Patrick Galbraith         | Rick Leach Jonathan Stark                | 6-4, 4-6, 7-6                            |
| 1998       | Patrick Galbraith Brett Steven           | Tom Nijssen Jeff Tarango                 | 6-4, 6-2                                 |
| 1999       | Jeff Tarango Daniel Vacek                | Jiri Novak David Rikl                    | 7-5, 7-5                                 |
| 2000       | Ellis Ferreira Rick Leach                | Olivier Delaitre Jeff Tarango            | 7-5, 6-4                                 |
| 2001       | Marius Barnard Jim Thomas                | David Adams Martín García                | 7-6(10), 6-4                             |
| 2002       | Jonas Björkman Todd Woodbridge           | Martín García Cyril Suk                  | 7-6(5), 7-6(7)                           |
| 2003       | David Adams Robbie Koenig                | Tomáš Cibulec Leoš Friedl                | 7-6(5), 3-6, 6-3                         |
| 2004       | Mahesh Bhupathi Fabrice Santoro          | Jiri Novak Radek Štěpánek                | 4-6, 7-5, 6-3                            |
| 2005       | Yves Allegro Michael Kohlmann            | Simon Aspelin Todd Perry                 | 6-4, 7-6(4)                              |
| 2006       | Andrei Pavel Rogier Wassen               | Simon Aspelin Todd Perry                 | 6-3, 5-7, [10-4]                         |
| 2007       | Jeff Coetzee Rogier Wassen               | Simon Aspelin Chris Haggard              | 6-7(9), 6-3, [10-2]                      |
| 2008       | Luis Horna Juan Mónaco                   | Xavier Malisse Jürgen Melzer             | 6-4, 3-6, [10-7]                         |
| 2009       | Martin Damm Robert Lindstedt             | Scott Lipsky Leander Paes                | 7-5, 6-4                                 |
| 2010       | Marcus Daniell Horia Tecau               | Marcelo Melo Bruno Soares                | 7-5, 6-4                                 |
| 2011       | Marcel Granollers Tommy Robredo          | Johan Brunstrom Stephen Huss             | 6-4, 7-6(6)                              |
| 2012       | Oliver Marach Alexander Peya             | Frantisek Cermak Filip Polasek           | 6-3, 6-2                                 |
| 2013       | Colin Fleming Bruno Soares               | Johan Brunstrom Frederik Nielsen         | 7-6(1), 7-6(2)                           |
| 2014       | Julian Knowle Marcelo Melo               | Alexander Peya Bruno Soares              | 4-6, 6-3, [10-5]                         |
| 2015       | Raven Klaasen Leander Paes               | Dominic Inglot Florin Mergea             | 7-6(1), 6-4                              |
| 2016       | Mate Pavić Michael Venus                 | Eric Butorac Scott Lipsky                | 7-5, 6-4                                 |
| 2017       | Marcin Matkowski Aisam-ul-Haq Qureshi    | Jonathan Erlich Scott Lipsky             | 1-6, 6-2, [10-3]                         |
| 2018       | Oliver Marach Mate Pavić                 | Max Mirnyi Philipp Oswald                | 6-4, 5-7, [10-7]                         |
| 2019       | Ben McLachlan Jan-Lennard Struff         | Raven Klaasen Michael Venus              | 6-3, 6-4                                 |
| 2020       | Luke Bambridge Ben McLachlan             | Marcus Daniell Philipp Oswald            | 7-6(3), 6-3                              |
| 2021- 2022 | No disputado por la pandemia de COVID-19 | No disputado por la pandemia de COVID-19 | No disputado por la pandemia de COVID-19 |
| 2023       | Nikola Mektić Mate Pavić                 | Nathaniel Lammons Jackson Withrow        | 6-4, 6-7(5), [10-6]                      |
| 2024       | Wesley Koolhof Nikola Mektić             | Marcel Granollers Horacio Zeballos       | 6-3, 6-7(5), [10-7]                      |
| 2025       | Nikola Mektić Michael Venus              | Christian Harrison Rajeev Ram            | ret.                                     |